# Herbert Steffen

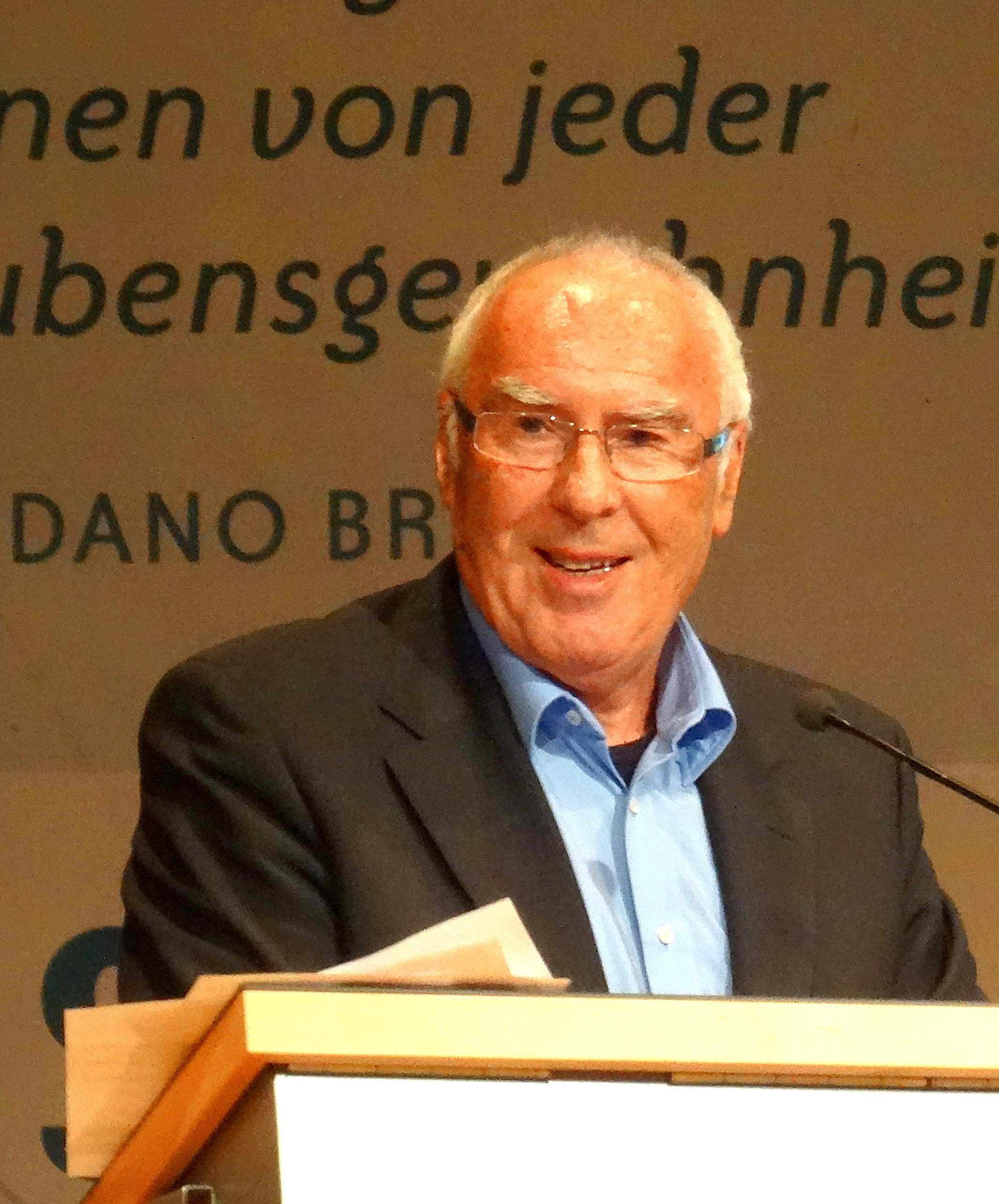
Herbert Steffen (2014)

Herbert Steffen (geboren 18. Oktober 1934 in Mastershausen im Hunsrück; gestorben 18. November 2022) war Gründer und Vorsitzender der Giordano-Bruno-Stiftung (gbs) und Möbelfabrikant. Er war Förderer des Religions- und Kirchenkritikers Karlheinz Deschner (1924–2014).

## Leben
Herbert Steffen war der Sohn des Möbelfabrikanten Johann Steffen. Von 1947 bis 1957 besuchte er das bischöfliche Internat Albertinum in Gerolstein in der Eifel. Er entschied sich trotz Anmeldung zum Priesterseminar für ein Studium der Betriebswirtschaft an der Universität zu Köln, das er als Diplom-Kaufmann abschloss.
1969 übernahm er die Geschäftsführung der Firma Steffen Möbel in Mastershausen und spezialisierte diese auf Schlafraummöbel. 1973 führte er in dem Unternehmen die betriebliche Gewinnbeteiligung für die Mitarbeiter ein. 1990 erfolgte der Gang an die Börse mit der Steffen AG. In der Spitze hatte die Steffen-Gruppe 2000 Mitarbeiter. Steffen war mehrere Jahre Vorsitzender des Verbandes der Holz- und Kunststoffverarbeitenden Industrie Rheinland-Pfalz und Mitglied in verschiedenen Ausschüssen des Verbandes der Deutschen Möbelindustrie sowie des Messebeirats der kölnmesse. Von 1985 bis 1986 war er Mitglied des Verwaltungsrates der Stiftung wissenschaftliche Hochschule für Unternehmensführung. Ende der 1990er Jahre schied Steffen aus der Steffen AG aus. Sie wurde 2009 von den Rauch Möbelwerken mit dem Produktionsstandort Mastershausen übernommen.
Wenige Monate vor seinem Tod veröffentlichte Steffen unter dem Titel Mein langer Weg vom Paulus zum Saulus seine Autobiografie als kostenlose PDF-Version. Über den Buchhandel soll sie „auf absehbare Zeit“ nicht vertrieben werden.
Mit seiner ersten Ehefrau Christa hatte er 4 Töchter. In zweiter Ehe war er mit Ingrid Steffen-Binot verheiratet. Herbert Steffen starb im November 2022 im Alter von 88 Jahren durch Multiorganversagen aufgrund von Komplikationen nach einer Operation.

### Gesellschaftliches Engagement
Herbert Steffen war Mitglied des Diözesanrates der Diözese Trier. Mitte der 1980er Jahre trat er aus der Kirche aus. Im Zuge der Aufdeckung von sexuellem Missbrauch in der Kirche äußerte sich Steffen zu den Verhältnissen im Internat Albertinum des Bistums Trier, unterstützte deutschlandweite Strafanzeigen gegen Sexualstraftäter in der Kirche, förderte Gerichtsverfahren von Missbrauchsopfern und sorgte für Unterstützung bei den Forderungen nach Schadensersatz und Aufklärung. Der Focus schrieb, dass sich Steffen heute so weit von der katholischen Kirche entfernt habe wie nur möglich. Zu seinem Kirchenaustritt sagte er in der Rückschau, dass sein Leben enorm an Qualität gewonnen habe, seitdem er „diesen Seelenballast von Sünde, Schuld und Strafe über Bord geworfen“ habe. Er sei eigentlich erst Mensch geworden, als er erkannt habe, dass „meine Konfliktsituation künstlich herbeigezaubert worden war von der Kirche. Das hat mich plötzlich frei gemacht.“
Nachdem er das kirchenkritische Werk Karlheinz Deschners entdeckt hatte, engagierte er sich als dessen Mäzen. Seit dem im Jahr 1994 erschienenen vierten Band dankte ihm Deschner in jedem der nachfolgenden Bände der zehnbändigen Kriminalgeschichte des Christentums für seinen „selbstlosen Beistand“. Steffen beschrieb seine Zusammenarbeit mit Deschner wie folgt: „Wir denken gemeinsam darüber nach, was er delegieren kann, um sich ganz auf die kreative Seite zu konzentrieren. Was ich tun kann, was er mich tun lässt, um ihm die große Arbeit möglichst zu erleichtern, das tue ich.“ Steffen trat darüber hinaus philanthropisch für einen breiten Kreis von säkular-humanistisch orientierten Personen und Organisationen in Erscheinung.

2004 gründete er mit Michael Schmidt-Salomon die evolutionär-humanistische Giordano-Bruno-Stiftung (gbs) als „Denkfabrik für Humanismus und Aufklärung“ – zunächst mit Sitz in Mastershausen, ab 2011 im Haus Weitblick in Oberwesel. Steffen sagte zu der Motivation seines Engagements:
„Es reicht nicht aus, bloß zu kritisieren, was falsch läuft, du musst zeigen, wie es besser laufen könnte.“
In den folgenden Jahren förderte und begleitete er mit der gbs die Gründungen der Forschungsgruppe Weltanschauungen in Deutschland (fowid), des Humanistischen Pressedienstes (hpd), des Zentralrats der Ex-Muslime, des Instituts für Weltanschauungsrecht (ifw), der Säkularen Flüchtlingshilfe, des Hans-Albert-Instituts (HAI) und des Bertha von Suttner-Studienwerks (BvS).

## Varia
Der Spiegel bezeichnete 2007 das Haus von Herbert Steffen als das „Hauptquartier der deutschen Ungläubigen“.

## Auszeichnungen
- 1994: Bundesverdienstkreuz am Bande der Bundesrepublik Deutschland.
- 2012: Ludwig-Feuerbach-Preis des Bundes für Geistesfreiheit Augsburg.